# Frosten (målning)
Frosten är en akvarellmålning av den finländske konstnären Hugo Simberg från 1895. Den är utställd på Ateneum i Helsingfors.
Simberg är framför allt förknippad med symbolistiskt måleri. Denna målning visar en storörad gulblek varelse som symboliserar frosten; det destruktiva väderfenomen som bönderna är så rädda för. Varelsen sitter på en sädesskyl och blåser ut kall dödsbringande ånga. 
Målningen tillkom i Ruovesi i Birkaland där Simberg studerade för Akseli Gallen-Kallela.